# Panel de Pon
Panel de Pon (パネルでポン?, Panel de Pon) è un videogioco rompicapo sviluppato da Intelligent Systems e pubblicato da Nintendo per la console casalinga Super Famicom. È uscito il 27 ottobre 1995 in Giappone ed è stato successivamente portato nei negozi statunitensi ed europei come Tetris Attack.
Il gioco è presente nella versione giapponese del Nintendo Classic Mini: Super Nintendo Entertainment System.

## Trama
In Panel de Pon, Sanatos, re del male, ha gettato un incantesimo nel mondo dei Popples, causando una lotta tra fate. La fata dei fiori, Lip, non è stata colpita dall'incantesimo grazie al suo bastone magico. Lip deve sconfiggere ciascuna delle sue amiche fate in un gioco di Puzzle per farle tornare alla loro normale personalità, per poi arrivare al faccia a faccia con Sanatos.
Al termine della Hard Mode, il giocatore scoprirà che il boss finale, la dea Corderia, è la madre di Lip, regina delle fate. Corderia informa Lip che gli eventi che si sono svolti erano un test per vedere se Lip aveva la forza di diventare la nuova regina della prossima generazione di fate.
Il gioco è stato incluso in una compilation per Game Boy Advance assieme a Dr. Mario.
Nella versione di Panel de Pon distribuita nella Nintendo Puzzle Collection per GameCube, simili ma giovani fate prendono il posto dei personaggi principali, inoltre sono stati aggiunti diversi nuovi personaggi e livelli. La trama è molto simile; comunque, la fine è molto differente. Una fata di nome Furil, vede una catastrofe, quindi decide di capire e rimediare il problema. A un certo punto incontra un leone, che sconfitto si rivela un ragazzo. Poi Furil fa nuovi incontri, affronta Sanatos e Corderia, poi affronta con il ragazzo una specie di balena.
Quando sembra la fine, tre streghe (le responsabili di tutto il caos) sfidano Furil, poi sconfitte e mangiate da una rana.

## Modalità di gioco
In Panel de Pon il giocatore è presentato in una griglia virtuale di piazze, ognuna delle quali può essere occupata da blocchi colorati. I blocchi sono attaccati uno sopra l'altro e arrivano fino alla fine della griglia, con nuovi blocchi che vengono aggiunti dal fondo. Il giocatore deve disporre i blocchi in orizzontale o verticale di tre linee o più dello stesso colore, cambiandoli con altri blocchi, in modo da farli sparire. Quando le linee corrispondenti vengono create, i blocchi scompaiono e gli eventuali blocchi sopra di loro cadono. Il gioco è finito quando i blocchi toccano la parte superiore del gioco, o quando una condizione del gioco è soddisfatta (ad esempio, raggiungere un limite di tempo o di compensazione di blocchi sotto una linea)
Il giocatore muove i blocchi con il D-Pad, e li cambia con il pulsante d'azione. I blocchi possono essere spostati in degli spazi vuoti, e quelli mossi in una colonna vuota cadono fino alla fine della griglia di gioco. Il giocatore può velocizzare il gioco premendo un pulsante. Il cursore può essere mosso anche quando i blocchi stanno scomparendo, così da poter muovere altri blocchi e formare delle catene.
Facendo sparire più di tre blocchi si ottiene una combo, mentre le catene si formano quando vengono mossi dei blocchi durante l'eliminazione di altri, che causa una sparizione da verificare. Entrambe queste mosse fanno ottenere punti extra, e se eseguite in multyplayer, inviano dei 'blocchi spazzatura" nella griglia di gioco dell'avversario. Panel de pon offre diverse modalità in singolo. Nella modalità storia, il giocatore deve proseguire nella trama, con delle partite con il computer. Lo scopo è quello di far perdere il giocatore controllato dal computer. Nella modalità infinita, il giocatore deve giocare più a lungo possibile, con i blocchi che acquistano più velocità aumentando il tempo. Nella modalità sfida il giocatore deve fare più punti possibili entro 2 minuti di tempo, e nella modalità Stage Clear il giocatore attraversa una serie di fasi in cui l'obiettivo è far sparire i blocchi al di sotto di una linea. Una modalità puzzle, inoltre, presenta il giocatore con una serie di puzzle in cui lui o lei deve cancellare tutti i blocchi in un determinato numero di mosse. (i blocchi non si sollevano in questa modalità.)
In aggiunta alle modalità per singolo giocatore, Panel de Pon provvede diverse modalità multiplayer che sono essenzialmente delle varianti in multiplayer delle modalità per il giocatore singolo. Uno o entrambi i giocatori possono essere sostituiti da un giocatore controllato dal computer, con difficoltà selezionabile.

## Seguito
Il gioco ha avuto un seguito per Nintendo 64, intitolato panel de Pon! 64. Il seguito non è mai stato pubblicato nella sua versione originale, ma è stato localizzato in Occidente come Pokémon Puzzle League. I personaggi e l'ambientazione originali sono stati cambiati con quelli tratti dalle prime stagioni dell'anime dei Pokémon, ma sono stati recuperati nel porting incluso nella raccolta Nintendo Puzzle Collection.